# 费氏两极虫
费氏两极虫（学名：[Myxidium pfeifferi] 错误：{{Lang}}：文本有斜体标记（帮助））为两极科两极虫属的动物。分布于俄罗斯、德国以及四川等，营寄生生活，寄生在鲫的肾。